# دالاسی گامبیا
دالاسی گامبیا (به انگلیسی: Gambian dalasi) با کد ایزوی GMD، یکای پول رایج در کشور گامبیا است. مسئولیت کنترل این یکای پول برعهدهٔ بانک مرکزی گامبیا قرار دارد.